# Denier

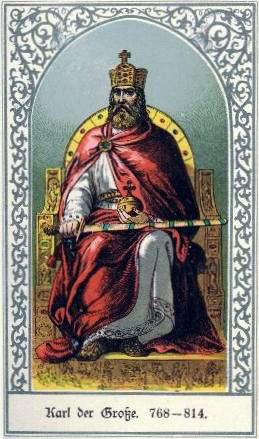
Karel Veliký, zakladatel měny denier

Denier byla francouzská mince, která vznikla a začala platit za vlády Karla Velikého společně s vlastním účetním systémem.

## Hodnota
Dvanáct denierů se rovnalo jednomu sou a dvacet sou se rovnalo jedné francouzské livře. Tento francouzský systém měnový sloužil jako vzor mnoha evropským státům, například britská Libra šterlinků, španělské dinero, italská lira, či portugalské dinheiro. Užívání denieru jako platidla se také rozšířilo na území křižáckých států ve Svaté zemi i v Řecku, kde byli franští osadníci početnou menšinou.
Britským ekvivalentem pro denier byla penny, kdy dvě stě čtyřicet penny byla jedna britská libra nebo dvacet šilinků - než se přešlo na desetinnou soustavu. Symbol používaný ve Velké Británii jak pro denier, tak i penny bylo d.

## Etymologie
Jméno „denier“ pochází z názvu římské mince „denarius“.

## Galerie

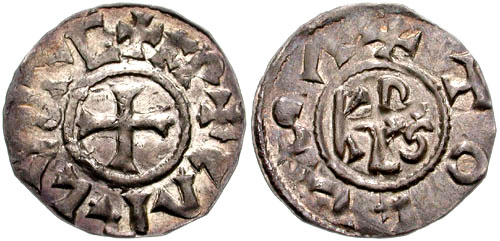
Denier Karla Velkého, Toulouse
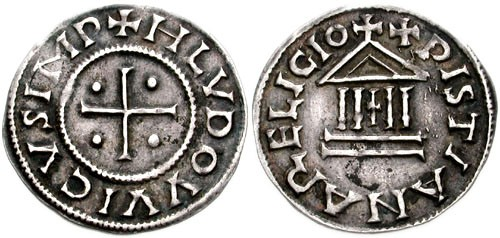
Denier Ludvíka I.
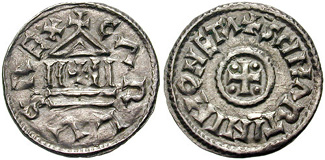
Denier Karla II.
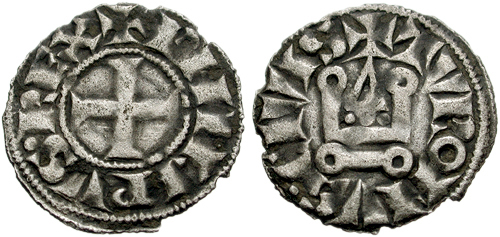
Denier Filipa III., 1270
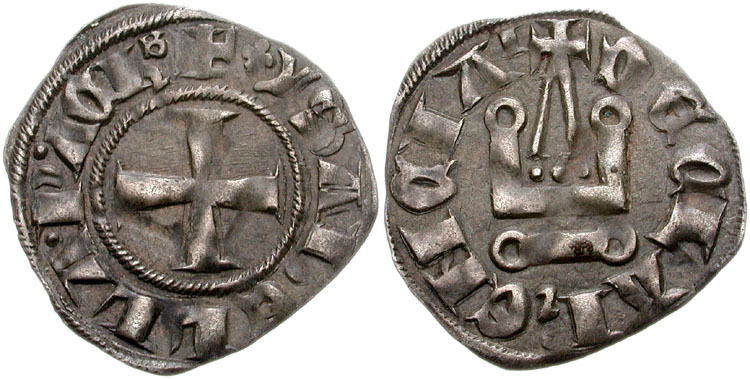
Denier Isabely de Villehardouin, Achajské knížectví
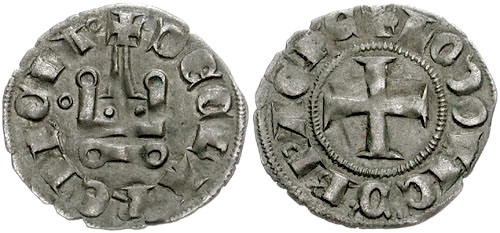
Denier Ludvíka Burgundského, Achajské knížectví
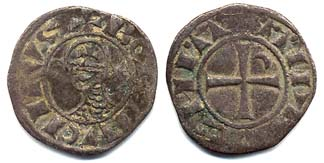
Denier Bohemunda III., Antiochijské knížectví